# Liste der denkmalgeschützten Objekte in Kvílice
Grundlage dieser Liste der denkmalgeschützten Objekte in Kvílice ist die ÚSKP-Liste (Ústřední seznam kulturních památek České republiky, deutsch Zentrale Liste der Kulturdenkmäler der Tschechischen Republik), die von der tschechischen Denkmalschutzbehörde NPÚ (Národní památkový ústav, deutsch Nationale Denkmalbehörde) seit 1987 geführt wird und an die seit dem Jahr 1850 geschaffenen Listen anschließt.

## Denkmalgeschützte Objekte nach Ortsteilen
| Lage                              | Objekt                                                         | Beschreibung | ÚSKP-Nr.                  | Bild           |
| --------------------------------- | -------------------------------------------------------------- | --- | ------------------------- | -------------- |
| Kvílice, Dorfplatz (Standort)     | St.-Veits-Kirche                                               | Die Kirche wurde 1886–1887 nach dem Plan von Rudolf Štech im pseudoromanischen Stil erbaut. Das Gebiet mit Kirche und Friedhof wird durch einen Glockenturm aus dem 16. Jahrhundert ergänzt. Die Handwerkskunst und die hochwertige zeitgenössische Innenausstattung der Kirche bilden mit der Architektur ein Ensemble. | 46658/2-3030 Info Katalog | weitere Bilder |
| Kvílice, im Hof Nr. 15 (Standort) | Brunnendach mit einer Statue des Heiligen Johannes von Nepomuk | Statue St. Johannes von Nepomuk oberhalb des Brunnens, in einer architektonisch geplanten Erweiterung. Es ist ein seltenes erhaltenes Denkmal mit volkstümlichem Charakter in der Region, wahrscheinlich aus der Zeit um 1800.                                                                                           | 45966/2-3031 Info Katalog | weitere Bilder |